# Horizonte Tardío

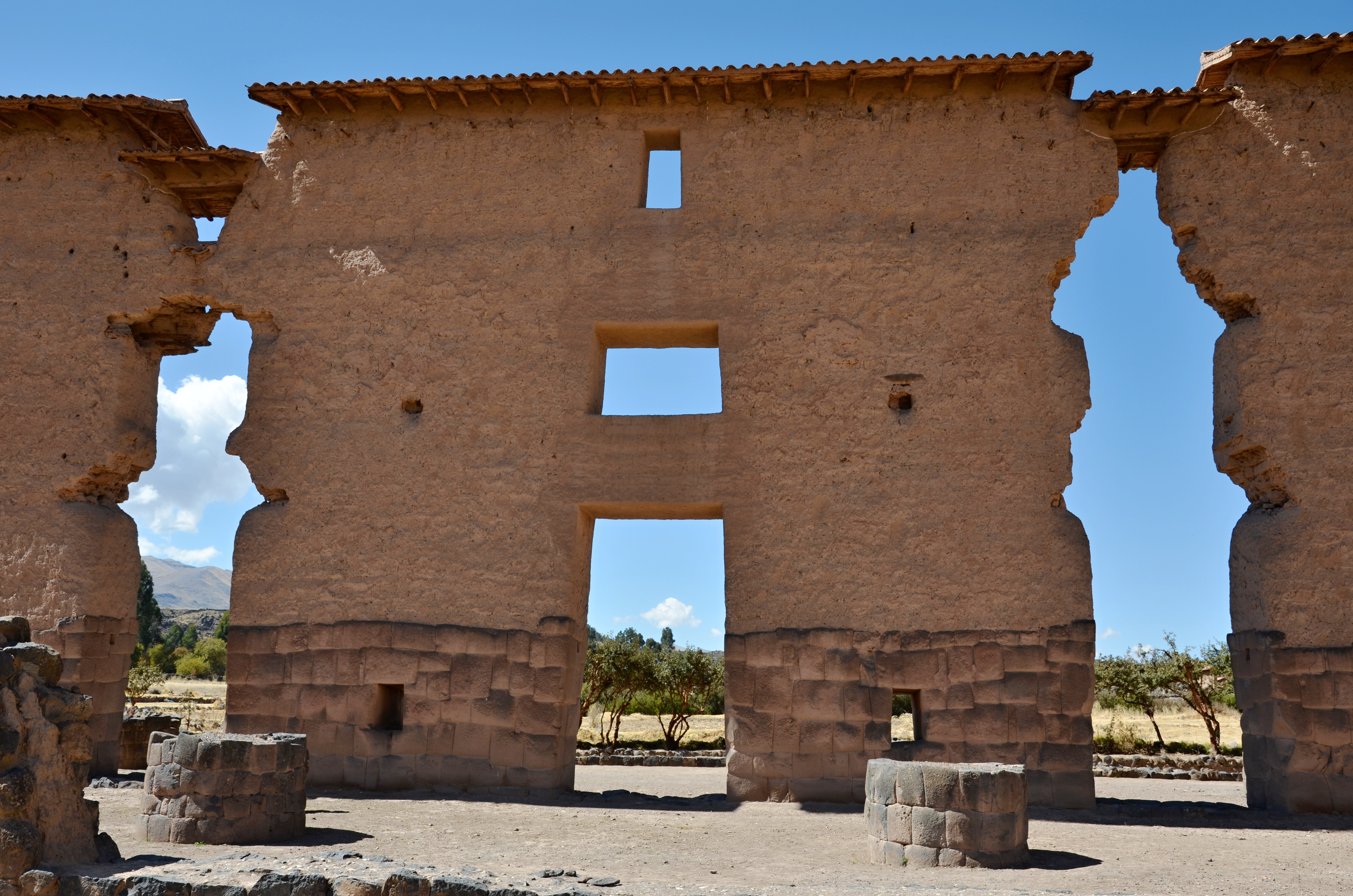
Pared central del Templo de Viracocha en Raqchi

El Horizonte Tardío es el período de las civilizaciones andinas caracterizada por el desarrollo del Imperio incaico, inmediatamente después del Intermedio Tardío; para la mayoría de las cronologías propuestas, este período comienza en el año 1438 y termina en 1532.
Esta fase se caracteriza por la expansión en toda la región andina del Tahuantinsuyo siguiendo el impulso que le dio el Inca Pachacútec; en pocos años este imperio sometió a las diversas civilizaciones y culturas regionales que habían caracterizado el período anterior. El encuentro con los conquistadores españoles dirigido por Francisco Pizarro, tuvo lugar en noviembre de 1532, marcando el declive de la civilización incaica.

## Denominaciones
El Horizonte Tardío también es conocido como:
- Tercer Horizonte Cultural
- Horizonte Inca
- Imperio incaico
- Imperio del Tahuantinsuyo

## Cronología
Desarrollado posteriormente en conjunto con Dorothy Menzel en 1967, el patrón cronológico Rowe-Menzel mantuvo la datación anterior. La fecha de inicio del período más comúnmente aceptada hoy es el año 1476, mientras que el final de este período es generalmente aceptado como 1532. Para el arqueólogo peruano Luis Guillermo Lumbreras, el período que él describe como "Período del Imperio Inca " se inicia en 1430. La fecha de inicio del Horizonte Tardío es indicada por algunos eruditos en 1438, el año de la ascensión al trono del Inca Pachacútec, mientras que de otros se fija en 1450, la fecha convencional del comienzo de la expansión imperial; otros indican la fecha de inicio en 1476, el año de la conquista del Reino Chimú, el antagonista más feroz del Tahuantinsuyo y la fecha final se fija en 1532, el año de la reunión con los conquistadores de Francisco Pizarro o más comúnmente en 1534, el año de la construcción del primer asentamiento español en el valle de Ica.[cita requerida]

### Propuestas
| Autor             | Denominación     | Cronología  |
| ----------------- | ---------------- | ----------- |
| Lanning           | Horizonte Tardío | 1476 - 1532 |
| Rowe-Menzel       | Horizonte Tardío | 1476 - 1532 |
| Luis G. Lumbreras | Imperio Inca     | 1430 - 1532 |
| Ravines           | Horizonte Tardío | 1430 - 1532 |
| Lavalle           | Horizonte Tardío | 1476 - 1532 |

### Acuerdo
| Cronología  | Fecha de inicio                                                            | Fecha de término      |
| ----------- | -------------------------------------------------------------------------- | --------------------- |
| 1438 - 1532 | Victoria incaica sobre los chancas, ocurrida en la batalla de Yahuarpampa. | Captura de Atahualpa. |

## Principales características
Las fechas más comúnmente aceptadas sobre el Imperio incaico son las proporcionadas por el propio John Rowe en la obra Introducción a la arqueología del Cuzco (1944); el arqueólogo cree que los datos recogidos por los primeros cronistas españoles sobre los reinados de Pachacútec, Túpac Yupanqui y Huayna Cápac muy cerca de la realidad. Para los dos últimos gobernantes, de hecho, los testigos directos todavía estaban vivos, mientras que para los primeros podían confiar en las historias que los mismos testigos habían escuchado de sus padres; conociendo la genealogía dinástica inca y calculando tres o cuatro generaciones por siglo, Rowe llegó a calcular el comienzo de la dinastía alrededor del 1200 d. C. De hecho, la evidencia arqueológica indica que este linaje nunca reinó fuera del área de Cuzco antes del siglo XV. Más allá de los relatos semimitológicos propagados por los propios incas para justificar su dominio, se desprende de la evidencia arqueológica que a partir de 1400 reinaron sobre el Valle Sagrado, donde habían logrado incrementar la producción de maíz a través de una vasta obra de canalizaciones.
Las razones de la expansión incaica todavía se debaten hoy en día: algunos estudiosos la ven como consecuencia del aumento de población en Cuzco, debido a la introducción de métodos de riego y una mayor cosecha, otros como consecuencia de la política de alianzas matrimoniales emprendida con previsión. Las poblaciones sujetas a la nueva dominación tuvieron que aceptar un sistema de reciprocidad desigual, proporcionando puestos de trabajo y productos como forma de tributación; sólo en el caso de los grupos que se sometieron pacíficamente los nuevos gobernantes dejaron intacta la estructura jerárquica anterior, exigiendo también de ella trabajo y bienes. Este sistema reveló toda su fragilidad a la llegada de los conquistadores españoles en 1532, cuando las poblaciones de los andes centrales vio en ellos la oportunidad de salir del yugo del Tahuantinsuyo.
- Expansión continental, anexión de reinos, señoríos y curacazgos.
- Trascendencia de la civilización andina.
- Alto grado de desarrollo organizacional.
- Grandes exploraciones geográficas.
- Sofisticación del Quipu (Quipu sofisticado).

## Estado principal
| Pueblo o estado | Centro principal | Ubicación                                                      | Cronología  | Observaciones                                                   |
| --------------- | ---------------- | -------------------------------------------------------------- | ----------- | --------------------------------------------------------------- |
| Imperio incaico | Cuzco            | Costa y sierra central de los Andes (oeste de América del Sur) | 1438 - 1533 | Segundo Imperio andino. Síntesis de las civilizaciones andinas. |

## Naciones integrantes del Imperio incaico

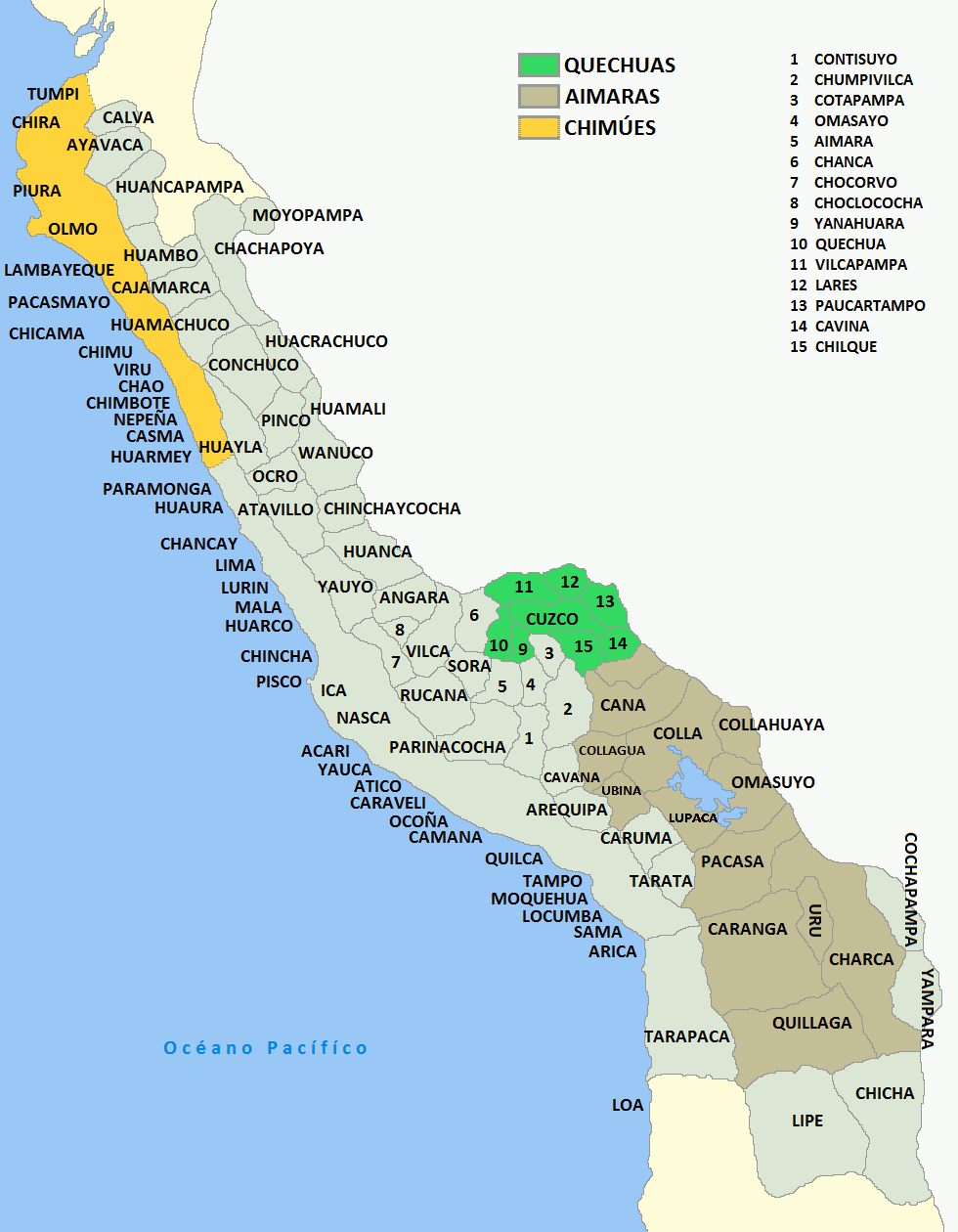
Ubicación de las naciones integrantes del Imperio incaico durante el gobierno del inca Huayna Cápac en los territorios correspondiente a los actuales países de Chile, Bolivia y Perú.

Las principales naciones que al momento de la conquista española formaban parte del Imperio incaico son:
- Pasto
- Caranqui-quitus: 
  - Kitu
  - Caranqui-Cayambe
  - Yumbo
  - Panzaleo
  - Puruha
- Palta
- Huancavilca
- Cañari
- Calva
- Tumpis
- Chimúes:
  - Chira
  - Piura
  - Olmo
  - Lambayeque
  - Pacasmayo
  - Chicama
  - Chimu
  - Viru
  - Chao
  - Chimbote
  - Nepeña
  - Casma
  - Huarmey
- Ayavaca
- Huancabamba
- Huambo
- Chachapoya
- Moyobamba
- Cajamarca
- Huamachuco
- Conchuco
- Huacrachuco
- Huayla
- Pinco
- Ocro
- Huamali
- Huanuco
- Paramonga
- Huaura
- Chancay
- Rimaq
- Lurin
- Mala
- Huarco
- Atavillo
- Chinchaycocha
- Yauyo
- Huanca
- Angara
- Chocorvo
- Choclococha
- Vilcas
- Chanca
- Chincha
- Pisco
- Ica
- Nazca
- Acari
- Yauca
- Rucana
- Sora
- Quechuas:	
  - Yanahuara
  - Cusco
  - Quechua
  - Vilcapampa
  - Lare
  - Paucartampo
  - Cavina
  - Chilque
- Cotabamba
- Parinacocha
- Aymara (No debe confundirse con las naciones aimaras)
- Omasayo
- Contisuyo (No debe confundirse con Contisuyo, suyo del Tahuantinsuyo)
- Chumbivilca
- Cavana
- Arequipa
- Caruma
- Tarata
- Atico
- Caraveli
- Ocoña
- Camana
- Quilca
- Tampo
- Moquehua
- Locumba
- Sama
- Aimaras:	
  - Cana
  - Collagua
  - Ubina
  - Colla
  - Omasuyo
  - Lupaca
  - Collahuaya
  - Pacajes
  - Caranga
  - Charca
  - Uru
  - Quillaca
- Arica
- Tarapaca
- Loa
- Cochabamba
- Yampara
- Chicha
- Lupe
- Omaguaca
- Diaguita
- Atacama
- Picunche
- Tucumán

## Capital imperial
Cuzco, centro de los cuatro suyos, para ellos el ombligo del mundo.

## Otras urbes o llajtas
- Cajamarca
- Huánuco Pampa
- Inkamarca
- Chuquiago Marka (La Paz)[2]
- Quito
- Mapocho (Santiago de Chile)
- Arequipa
- Huamanga
- Lima

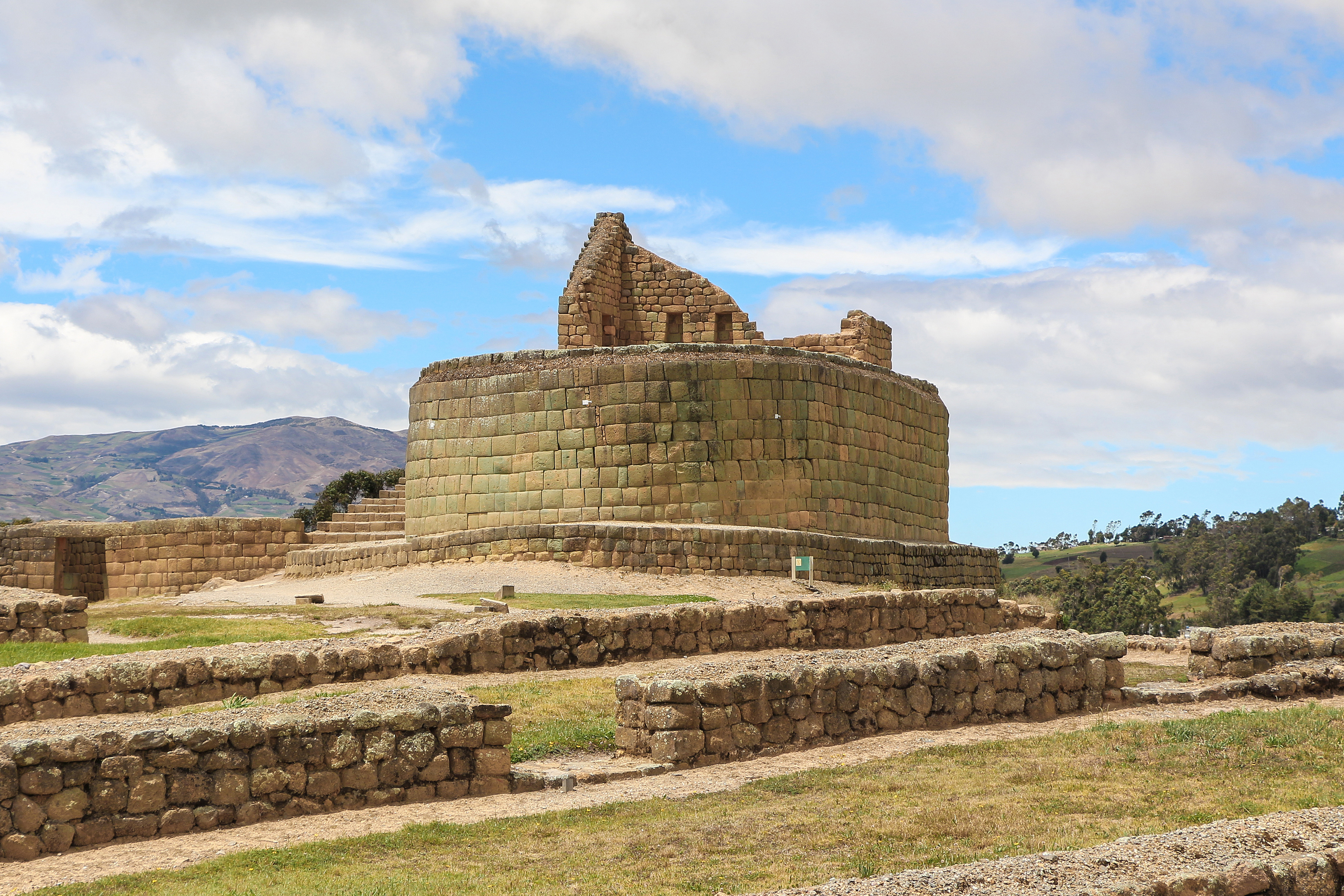
El Templo del Sol en Ingapirca, Ecuador.

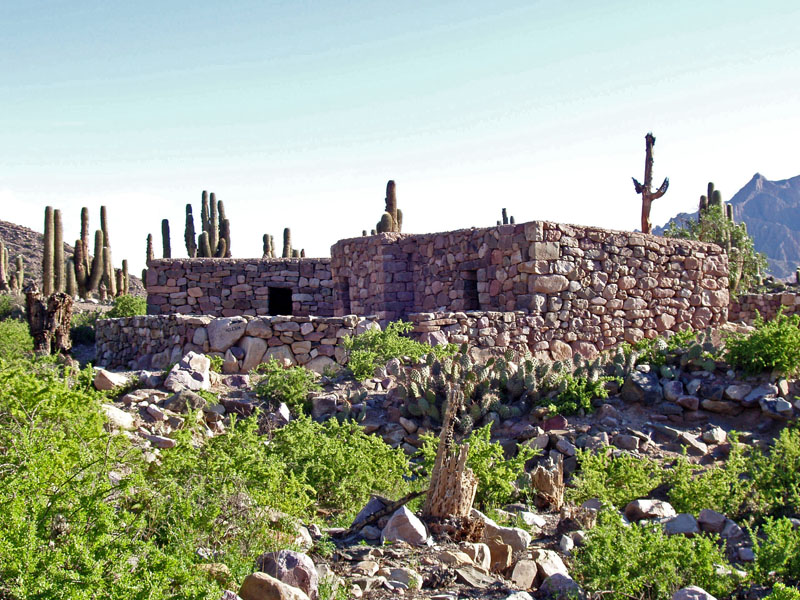
Viviendas comunes en Tilcara, Argentina.

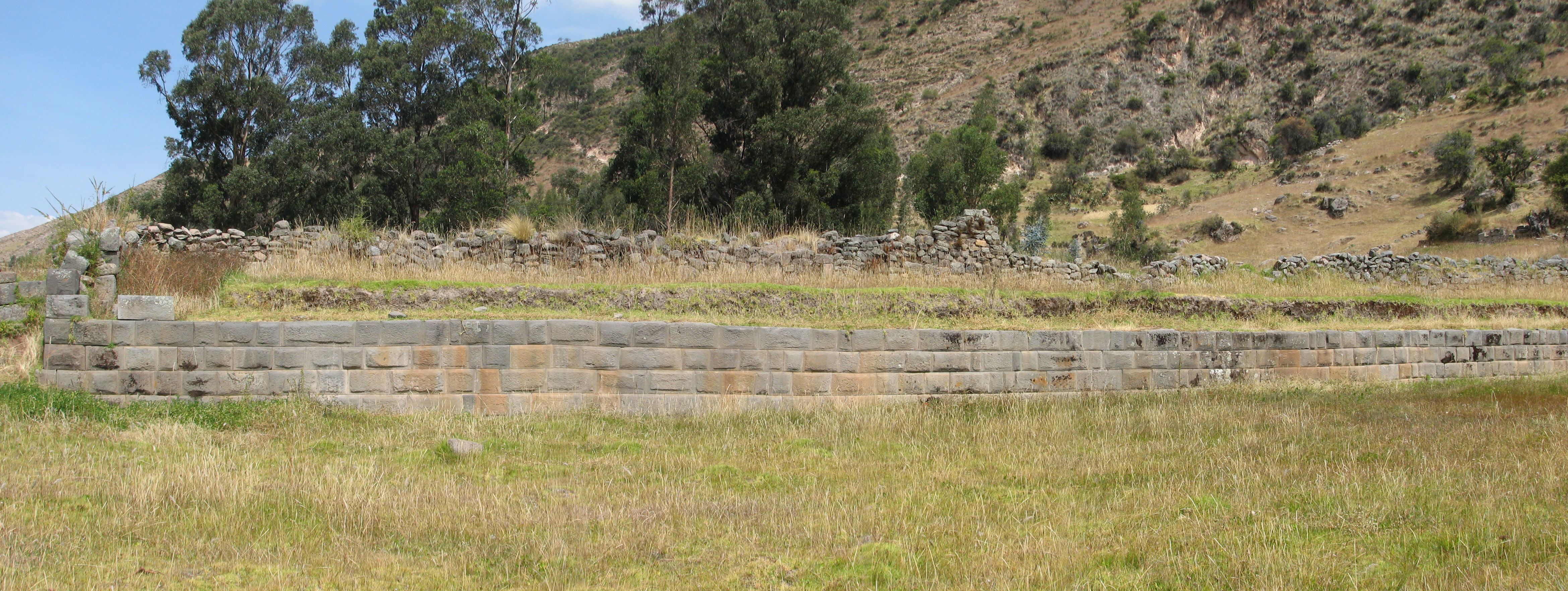
Muros del edificio central en Pumacocha, Ayacucho

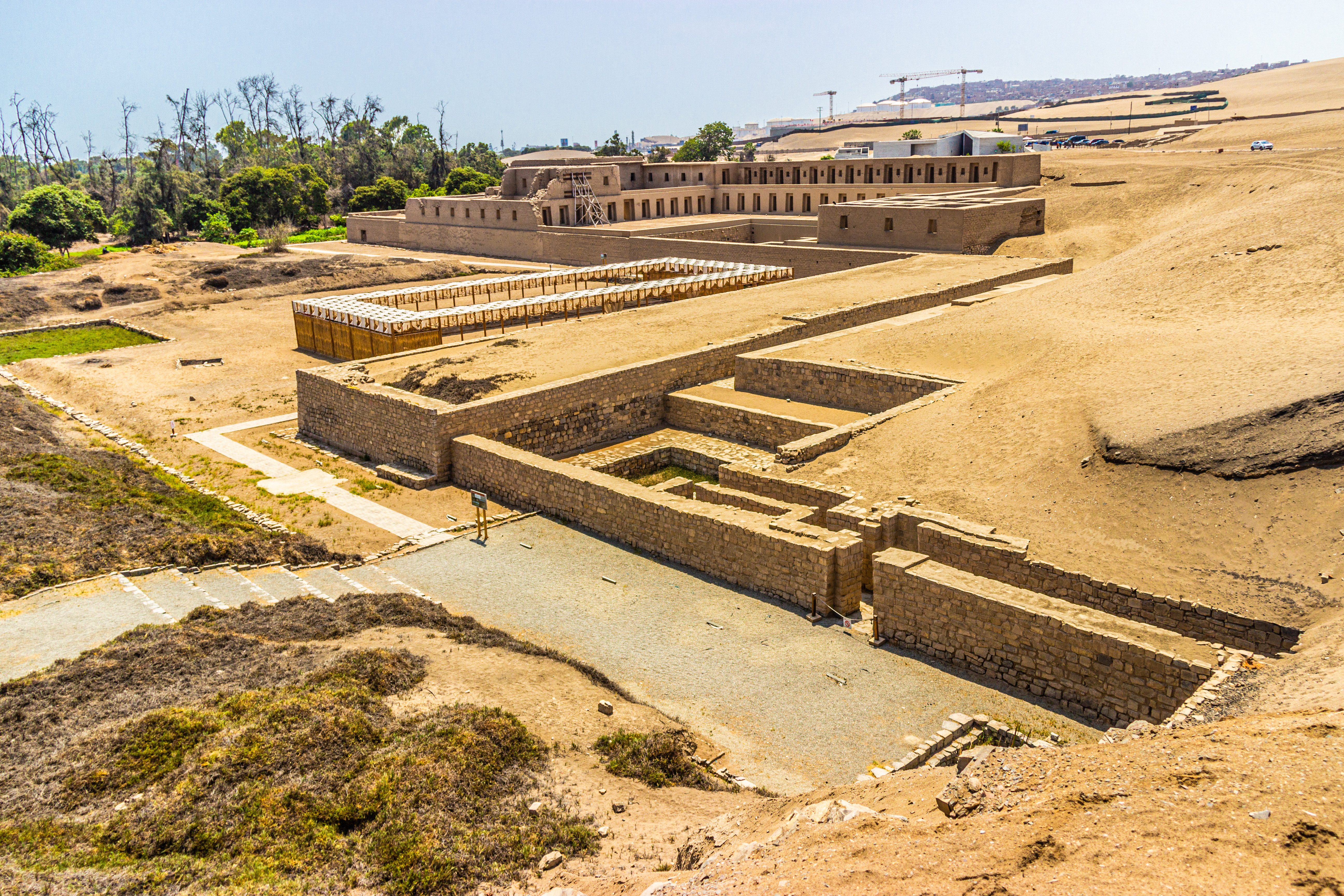
El Templo de la Luna en Pachacámac, Lima.

- Pachacámac, oráculo principal de la costa central.
- Puruchuco
- Incahuasi (en Lima)
- Incahuasi (en Huancavelica)
- Incahuasi (en Salta, Argentina)
- Incahuasi (en Incuyo)
- Sama La Antigua, que albergaba colonos lupacas
- Tamberías del Inca
- Maranga
- Armatambo
- Tomebamba
- Cochabamba
- Ingapirca (Hatun Cañar), antigua capital norteña de los cañaris.
- Shabalula (actual Sígsig), capital sureña de los cañaris.
- Cancebí, ciudad más grande y poblada de los Manteño-Huancavilcas.
- Jocay, (actual Manta)
- Hatun Sausa (Sausatambo)
- Hatun Colla, antigua capital de los collas.
- Hatun Sora, antigua capital de los soras.
- Incallajta
- Patallacta
- Maucallacta (en Cusco)
- Maucallacta (en Arequipa)
- Pucatampu (Tambo Colorado)
- Ollantaytambo (Ollantaytambo)
- Huarautampu (Huarautambo)
- Tambo Inca (en Lima)
- Tambo Blanco
- Tambomachay
- Tambococha
- Pumacocha (Intihuatana)
- Paucarcancha
- Chan Chan, antigua capital del Reino Chimú.
- Kuélap, antigua capital de los chachapoyas
- La Centinela, antiguo centro principal de los chinchas[3]
- Paredones
- Chiquitoy viejo II[4]
- Tilcara
- Pucara de Aconquija
- Chicoana (La Paya)
- Pumpu
- Aypate
- Cerro Azul-El Huarco
- Huacones-Vilcahuasi
- Los Huacos-Hualmay
- La Viña
- Garu
- Caranqui, capital norteña de la nación Caranqui
- Cayambe, capital sureña de la nación Caranqui
- Uyu Uyu

## Soberano destacado
- Pachacútec, noveno Sapa Inca del Tahuantinsuyo.

## Otros soberanos y personajes destacados

### Emperadores
- Túpac Yupanqui, Sapa Inca e hijo de Pachacútec. Fue el mayor conquistador y explorador incaico.
- Huayna Cápac, Sapa Inca e hijo de Túpac Yupanqui. Llevó al imperio a su máxima extensión. Falleció de viruela en Quito.
- Amaru Inca Yupanqui, quien se habría convertido en inca en vez de su hermano Túpac Yupanqui. Sin embargo, su carácter dócil, ineptitud militar y preferencia por lo intelectual provocaron que fuera relegado.
- Huáscar, último Sapa Inca del periodo autónomo. El agobio y la paranoia de la guerra civil lo llevaron a una incompetencia política y militar.
- Minchancaman, último emperador chimú, fue vencido por los incas en 1476.

### Nobles en general
- Quispe Sisa, princesa incaica de ascendencia huaylas quien posteriormente sería entregada a Francisco Pizarro como esposa.
- Contarhuacho, princesa incaica huaylas y madre de Quispe Sisa.
- Cuxirimac Ocllo, princesa incaica y miembro de la panaca de Pachacútec que terminaría casándose con Juan de Betanzos. Se desempeñaría entonces como el informante principal para su crónica. Gran parte del episodio bélico entre incas y chancas se conoce gracias a ella.
- Paccha Duchicela, princesa puruhá tomada como esposa por Huayna Cápac para consolidar su dominio sobre la región.
- Cápac Huari, príncipe incaico y principal rival político de Huayna Cápac para convertirse en el sucesor de Túpac Yupanqui.
- Ninan Cuyuchi, heredero de Huayna Cápac que también moriría de viruela, generando un conflicto por la sucesión que desataría la guerra civil incaica.
- Raura Ocllo, madre de Huáscar y principal artífice de su reconocimiento cusqueño como inca tras la muerte de Ninan Cuyuchi.

### Militares
- Atahualpa, caudillo protagónico durante la guerra civil incaica y posteriormente capturado por los españoles.
- Chalcuchímac, general de Huayna Cápac que posteriormente lucharía del bando atahualpista durante la guerra civil incaica.
- Quizquiz, general de Huayna Cápac que junto con Chalcuchímac combatiría durante la guerra civil incaica en la facción atahualpista.
- Yasca, capitán encomendado por Huayna Cápac para contraatacar y repeler las invasiones chiriguanas. En otras fuentes, se le conoce con el nombre de Turumayo.
- Ollantay, general de Pachacútec del cual existe un drama teatral.
- Sinchiruca, general de Túpac Yupanqui encargado de explorar los bosques del sur y contener a los mapuches.
- Rumiñahui, general que, según parece, no nació como noble, sino que alcanzó su elevado rango gracias a sus propios méritos. Posteriormente luchó junto a las fuerzas atahualpistas.
- Guacane, pariente de Huayna Cápac que conquistó la región de Samaipata y edificaría numerosas fortalezas. Fue capturado sorpresivamente y ejecutado por los chiriguanos.
- Cápac Yupanqui, apusquipay (general supremo) y hermano de Pachacútec, quien concretaría vastas y fulgurantes conquistas llegando hasta Cajamarca.
- Otorongo Achachi, general que rescató a Túpac Yupanqui tras que este se perdiera en la selva junto con sus tropas. Fue el más exitoso general incaico de las campañas contra la selva.
- Apu Cari, general que tendría una destacada participación en la guerra contra los caranquis y cayambes.
- Auqui Toma, general que moriría durante el asedio a una fortaleza caranqui-cayambe, lo cual produciría el desbande de las fuerzas incaicas.
- Mihi, general que encabezaría los refuerzos incaicos para consumar la conquista de los caranquis y cayambes en Yahuarcocha.
- Atoc, general de Huáscar que posteriormente lucharía del bando huascarista durante la guerra civil incaica. Sería el apusquipay de las fuerzas huascaristas hasta su derrota y captura en Chillopampa.
- Guanca Auqui, quien reemplazaría a Atoc en el cargo de apusquipay del ejército huascarista. Tras su derrota en Caxabamba, acordaría secretamente una alianza con los atahualpistas por lo cual se dejaría vencer en numerosas batallas posteriores. Emprendería también una fracasada campaña en contra de los bracamoros.
- Pingo-Ximi, militar despachado por Guanca Auqui durante la guerra contra los bracamoros. Tras algunos éxitos iniciales, sería cercado por las fuerzas bracamoras y presuntamente murió durante el asalto a la fortaleza en la que se refugiaba.
- Mayta Yupanqui, comandante de una tropa incaica de élite que reprimió severamente a Guanca Aquí por sus continuos fracasos. Sin embargo, estuvo muy cerca de pasarse al bando atahualpista debido a la tóxica atmósfera en el alto mando huascarista.
- Uampa Yupanqui, general huascarista que lograría un empate táctico en Huánuco Pampa en contra de los atahualpistas.
- Topa Atao, hermano de Huáscar que comandaría un escuadrón de reconocimiento para espiar las acciones de las fuerzas atahualpistas. Sin embargo, sería emboscado por las fuerzas del experimentado Chalcuchímac.
- Cayo Topa, militar de Huayna Cápac cuya hija se casaría con un noble huanca como recompensa gracias a los servicios prestados por este último.
- Coaquiri, militar incaico de etnia colla que desertaría y se fugaría a la meseta del Collao, proclamando la muerte de Túpac Yupanqui y autonombrándose como nuevo inca.
- Chuquis Huamán, hermano de Huáscar asesinado por los rebeldes chachapoyas de Pomacocha durante una oferta de paz (realmente una trampa).
- Tito Atauchi, comandante huascarista que lograría derrotar a los rebeldes de Pomacocha. También participó durante la guerra civil incaica.

### Gobernadores

#### Gobernadores de alto rango
- Guavia Rucana, último rey chincha y muy privilegiado por Atahualpa. Sería asesinado en Cajamarca por los españoles.
- Quilicanta, gobernador de la provincia de Chile. Se sometió pacíficamente a la dominación hispana, lo cual acarreó la furia de los curacas inca-pincuches Michimalonco y Tanjalongo. Fue decapitado por la española Inés Suárez.
- Anien, gobernador de la provincia de Coquimbo, una importante zona minera. Fue quemado vivo por los españoles.
- Zopozopagua, gobernador que regía sobre la frontera norte del imperio y que se mantuvo en el cargo aún después de su desintegración por la guerra civil incaica. A la llegada española, luchó junto con Rumiñahui en el bando atahualpista.
- Taurichumpi, gobernador de Pachacámac y por ende, máximo regente ichma. Recibiría a la comitiva de Hernando Pizarro, quien saquearía el sitio y destruiría el ídolo principal.
- Apu Inca Sucso, suyuyoc apu del Collasuyo y pariente de Túpac Yupanqui. Asimismo, fungió como el máximo sacerdote de la isla del Sol. Ostentaba la distinción de "Apu"
- Challco Yupanqui, suyuyoc apu del Collasuyo. Heredó el cargo de su padre, Apu Inca Sucso. También ocupaba el rol de máximo sacerdote de la isla del Sol, manteniéndose en su puesto hasta la llegada de los españoles.
- Guaman Achachi, suyuyoc apu del Chinchaysuyo quien aseguraría el acenso de Huayna Cápac como inca y eliminaría a la competencia que suponía Cápac Huari.
- Apu Chuillaxa, primer gobernador de Chachapoyas. Fue nombrado por Túpac Yupanqui y ostentaba la distinción de "Apu".
- Apu Chuquimis, gobernador de la provincia de Chachapoyas. Ostentaba la distinción de "Apu". Se sospecha que pudo haber envenenado a Huayna Cápac.
- Consara, gobernador de la provincia de Charca. Posteriormente, en Chuquisaca (actual Sucre), le informaría a Hernando Pizarro acerca de las minas de cobre, oro y estaño que eran trabajadas durante el Incanato.
- Calchaquí, gobernador de la provincia de Kiri-Kiri. Su nombre sería posteriormente tomado para denominar a los Valles Calchaquíes.
- Apu Guagal, gobernador del provincia de Caxas el cual formaba parte del círculo íntimo de Huayna Cápac en su corte, al punto de sentarse junto al inca y compartir su comida. Ostentaba la distinción de "Apu". Sin embargo, ya ostentaba una posición de poder durante el Guayacundo preincaico.

#### Gobernadores locales
- Ullco Colla, gobernador de Tomebamba y buscapleitos que ocasionaría la guerra civil al sembrar dudas en Huáscar acerca de las infundadas pretensiones de Atahualpa. Sería asesinado durante la batalla de Chillopampa.
- Chumun Caur, hijo de Michancaman y primer curaca chimú designado por los incas.
- Huamán Chumo, hijo de Chumun Caur; el último curaca de la dinastía chimú que gobernaría sobre un territorio unificado.
- Ancocoyuch, hijo de Huamán Chumo. Durante su mandato, el antiguo territorio chimú empezaría a fraccionarse en diferentes curacazgos menores con beneplácito del inca.
- Caja Cimcim, curaca del valle de Chimor e hijo de Ancocoyuch. Todavía regía a la llegada de los españoles y se convertiría al cristianismo.
- Llenpisan, curaca del valle de Lambayeque quien sería su primer gobernante bajo el dominio incaico.
- Carguantanta, curaca de los colonos guayacundos en Quito. Sería asesinado en Cajamarca por los españoles.
- Grigotá, curaca  del actual este boliviano quien capturó a 200 chiriguanos y los entregó al inca.
- Michimalonco, curaca  del valle de Aconcagua quien posteriormente se rebelaría contra los remanentes cusqueños de Chile debido a su colaboracionismo con las fuerzas españolas.
- Taulichusco, curaca de Huadca (valle del Rímac) que todavía seguía rigiendo a la llegada española. Estaría presente en la fundación de Lima sobre sus territorios, siendo paulatinamente despojado de su importancia.
- Caxapaxa, segundo al mando de Huadca y su representante en Cusco.
- Chiquiamanaque, uno de los curacas secundarios del valle de Chimor en cuyo territorio se ubicaban las antiguas huacas del Sol y de la Luna.
- Chumbiquivi, curaca de Quivi que fue ejecutado tras ser acusado de conspiración. Se le imputó el uso de la hechicería para enfermar a Huayna Cápac.
- Tumbalá, curaca de la isla Puná que siempre tuvo una relación ambivalente con el dominio incaico.
- Ari Capac Iqui, curaca callahuaya de Charazani que sirvió como guía de los ejércitos incaicos hacia el este selvático. En gratitud, fue nombrado por los incas como gobernador de Carabaya. Se le concedieron privilegios a su familia que se mantendrían incluso hasta las épocas de su nieto, Coarete.
- Pumacaxinay, curaca de Guarax que posteriormente alojaría a las huestes comandadas por Hernando Pizarro durante su trayecto a Pachacámac.

### Funcionarios especiales
- Manco Surichaqui, tucuirícuc apostado en Hatun Xauxa a la llegada hispana.
- Huayllullo, recaudador de impuestos del Collasuyo quien se encontraría casualmente con Diego de Almagro mientras regresaba de Tupiza.

### Otros
- Antarqui, nigromante que se encargaría de confirmar al entonces príncipe Túpac Yupanqui sobre la existencia de islas lejanas en el océano Pacífico.

## Lengua destacada
- Runashimi (Runa simi)

## Otras lenguas
- Pasto
- Caranqui
- Esmeraldeño
- Tallan
- Culli
- Quingnam
- Muchik
- Chacha
- Aimara
- Puquina
- Uru
- Kunza
- Chipaya
- Cacán
- Mapudungun
- Lenguas amazónicas

## Religión oficial
- Religión incaica: Inti(sol), Apu Qun Tiqsi Wiraqucha, Quilla(luna).

## Otras religiones
- Religión chimú: SI(luna), NI(mar)
- Religión chanca: Uscovilca
- Culto a Pariacaca
- Culto a Pachacámac